# Antoni Lewicki
Antoni Lewicki (ur. 13 czerwca 1863, zm. w 1944) – chłop, poseł do austriackiej Rady Państwa.
Chłop, właściciel gospodarstwa rolnego w Hucie Komorowskiej. Ukończył szkołę powszechną. Początkowo członek Stronnictwa Narodowo-Demokratycznego. W wyborach do Rady Państwa jego kandydaturę poparł ks. Wincenty Okoń, ówczesny wikary parafii w Majdanie Królewskim.
Poseł do austriackiej Rady Państwa XII kadencji (17 lipca 1911 – 28 października 1918) wybrany z okręgu 46 (Kolbuszowa-Głogów). Należał do Koła Polskiego, początkowo w grupie posłów narodowo-demokratycznych, 1 września 1915 przeszedł do grupy posłów Polskiego Stronnictwa Ludowego Piast.